# فردریک فرانکلین ورتینگتون
فردریک فرانکلین ورتینگتون (انگلیسی: F. F. Worthington; ۱۷ سپتامبر ۱۸۸۹ – ۸ دسامبر ۱۹۶۷) فرد نظامی اهل کانادا بود.